# Surinam na Letních olympijských hrách 1992
Surinam se účastnil Letní olympiády 1992 ve španělské Barceloně. Zastupovalo ho 6 sportovců (5 muži a 1 žena) ve 3 sportech.

## Medailisté
| Medaile | Jméno         | Sport   | Soutěž             |
| ------- | ------------- | ------- | ------------------ |
| Bronz   | Anthony Nesty | Plavání | muži 100 m motýlek |